# Omphalestra submedianata
Omphalestra submedianata là một loài bướm đêm trong họ Noctuidae.